# هتل زرافه و کرگدن
هتل زرافه و کرگدن (لهستانی: Hotel pod żyrafą i nosorożcem) یک مجموعهٔ تلویزیونی درام لهستانی است که در سال ۲۰۰۸ منتشر شد.

## گزیدهٔ بازیگران
- یولانتا فراشینسکا
- رافائو کرولیکوفسکی
- فرانچیشک پیچکا
- ماچئی موسیاو
- آنتونی کرولیکوفسکی
- توماش ددک
- ویسواف وویچیک
- هنریک تالار
- کشیشتف استلماژیک
- کریستینا کوئوجِـیچیک
- آرتور یانوشاک
- تادئوش وویتیخ
- ووادیسواف گِژیوْنا